# Allmän skivsnäcka
Allmän skivsnäcka (Planorbis planorbis) är en snäckart som först beskrevs av Carl von Linné 1758.  Allmän skivsnäcka ingår i släktet Planorbis, och familjen posthornssnäckor. IUCN kategoriserar arten globalt som livskraftig. Arten är reproducerande i Sverige.

## Bildgalleri

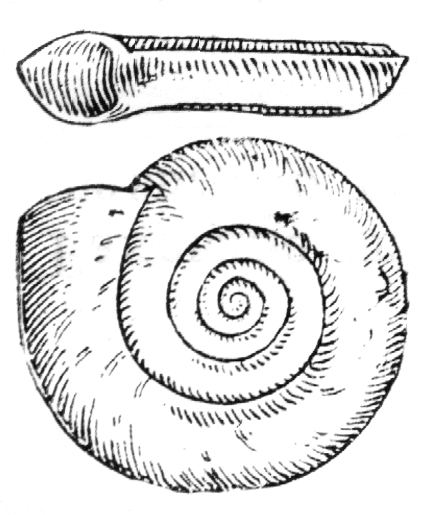